# جيمي والاس
جيمي والاس (بالإنجليزية: Jimmy Wallace)‏ (13 ديسمبر 1937 في المملكة المتحدة - 1 يناير 2007) هو لاعب كرة قدم بريطاني في مركز الهجوم. لعب مع ستوك سيتي ونادي دونكاستر روفرز وستافورد رينجرز ونورثويتش فيكتوريا.

## وصلات خارجية
- جيمي والاس على موقع قاعدة بيانات كرة القدم.إي يو (الإنجليزية)